# Pop rap
Pop rap, còn được gọi là pop hip hop, hip pop, melodic hip hop hoặc melodic rap, là một thể loại âm nhạc kết hợp giữa nhịp điệu của nhạc hip hop với đặc điểm của nhạc pop là giọng hát du dương và giai điệu hấp dẫn. Thể loại này đã trở nên phổ biến trong những năm 1990, mặc dù ảnh hưởng và nguồn gốc của nhạc pop rap có thể bắt nguồn từ các nghệ sĩ hip hop cuối những năm 1980 như Run DMC, LL Cool J và Beastie Boys. Lời bài hát thường nhẹ nhàng, với những đoạn điệp khúc tương tự như những bài hát nghe trong nhạc pop.

## Lịch sử
Vào cuối những năm 1990 và đầu những năm 2000, các rapper như Ja Rule đã kết hợp các chủ đề rap gangsta với các yếu tố pop và soul những năm 1980; pop-rap đã được thống trị bởi nhiều nghệ sĩ.
Sau đó, nó quay trở lại xu hướng chủ đạo với thành công của Black Eyed Peas, người đã có những đĩa đơn nổi tiếng như " Where Is the Love? " Từ album Elephunk của họ. Vào cuối những năm 2000 và đầu những năm 2010, nhiều nghệ sĩ pop-rap đã nổi lên như Kanye West, Drake, will.i.am, Flo Rida, LMFAO, Bo B, Nicki Minaj và Wiz Khalifa. Một số bản hit pop rap có thể kể đến như:
- "Love the Way You Lie" và "The Monster" của Eminem hợp tác cùng Rihanna
- "Super Bass" và "Starships" của Nicki Minaj
- "Dark Horse" của Katy Perry hợp tác cùng Juicy J
- "See You Again" của Wiz Khalifa hợp tác cùng Charlie Puth